# Liste der Kulturdenkmale in Ellingshausen
Die Liste der Kulturdenkmale in Ellingshausen umfasst die als Ensembles, Straßenzüge und Einzeldenkmale erfassten Kulturdenkmale in der thüringischen Gemeinde Ellingshausen im Landkreis Schmalkalden-Meiningen mit dem Stand vom 24. Februar 2025.
Die Angaben in der Liste ersetzen nicht die rechtsverbindliche Auskunft der zuständigen Denkmalschutzbehörde.

## Legende
- Bild: zeigt ein Bild des Kulturdenkmals und gegebenenfalls einen Link zu weiteren Fotos des Kulturdenkmals im Medienarchiv Wikimedia Commons
- Bezeichnung: Name, Bezeichnung oder die Art des Kulturdenkmals
- Lage: Wenn vorhanden Straßenname und Hausnummer des Kulturdenkmals; Grundsortierung der Liste erfolgt nach dieser Adresse. Der Link Karte führt zu verschiedenen Kartendarstellungen und nennt die Koordinaten des Kulturdenkmals.
 Kartenansicht, um Koordinaten zu setzen – in dieser Kartenansicht sind Kulturdenkmale ohne Koordinaten mit einem roten bzw. orangen Marker dargestellt und können in der Karte gesetzt werden. Kulturdenkmale ohne Bild sind mit einem blauen bzw. roten Marker gekennzeichnet, Kulturdenkmale mit Bild mit einem grünen bzw. orangen Marker.
- Datierung: gibt das Jahr der Fertigstellung beziehungsweise das Datum der Erstnennung oder den Zeitraum der Errichtung an
- Beschreibung: bauliche und geschichtliche Einzelheiten des Kulturdenkmals, vorzugsweise die Denkmaleigenschaften
- ID: Die ID identifiziert das Kulturdenkmal eindeutig. In Thüringen sind aktuell keine IDs veröffentlicht. In der ID-Spalte kann sich auch folgendes Icon  befinden, dies führt zu Angaben zu diesem Kulturdenkmal bei Wikidata.

## Ensembles
| Bild            | Bezeichnung           | Lage | Datierung | Beschreibung | ID |
| --------------- | --------------------- | --- | --------- | ------------ | -- |
| Fotos hochladen | Historischer Ortskern | Breite Gasse 25; Breite Straße 28; Dorfstraße 15, 16, 18, 26a, 26b, 40, 45a, 45b, 46, 46a; Hauptstraße 32, 37, 50; Küchengasse 12; Mühlgasse 6 (Karte) |           |              |    |

## Einzeldenkmale nach Gemarkungen

### Ellingshausen
| Bild                           | Bezeichnung               | Lage                                                                | Datierung | Beschreibung                                                               | ID |
| ------------------------------ | ------------------------- | ------------------------------------------------------------------- | --------- | -------------------------------------------------------------------------- | -- |
| BW                             | Brunnen                   | Ellingshausen, Breite Straße o. Nr., Flur 96, Flurstück 1/3 (Karte) |           |                                                                            |    |
| BW                             | Wohnhaus                  | Breite Straße 25 (Karte)                                            |           |                                                                            |    |
| weitere Bilder Fotos hochladen | Evangelische Pfarrkirche  | Dorfstraße 4 (Karte)                                                |           | Kirche samt künstlerischer Ausstattung                                     |    |
| BW                             | Kirchhof                  | Ellingshausen, Dorfstraße 4 (Karte)                                 |           |                                                                            |    |
| BW                             | Friedhof                  | Ellingshausen, Dorfstraße 4 (Karte)                                 |           |                                                                            |    |
| BW                             | Bering                    | Ellingshausen, Dorfstraße 4 (Karte)                                 |           |                                                                            |    |
| BW                             | Gehöft                    | Dorfstraße 10 (Karte)                                               |           |                                                                            |    |
| BW                             | Wohnhaus                  | Dorfstraße 15 (Karte)                                               |           | mit Innenausstattung                                                       |    |
| BW                             | Wohnhaus                  | Dorfstraße 16 (Karte)                                               |           | mit Innenausstattung                                                       |    |
| BW                             | Hofeingang                | Ellingshausen, Dorfstraße 45a, 45b (Karte)                          |           |                                                                            |    |
| BW                             | Schule                    | Dorfstraße 46, 46a (Karte)                                          |           |                                                                            |    |
| BW                             | Gehöft                    | Dorfstraße 48 (Karte)                                               |           |                                                                            |    |
| BW                             | Wohnhaus                  | Dorfstraße 49 (Karte)                                               |           | mit Innenausstattung                                                       |    |
| BW                             | Wegweiserstein            | Hauptstraße o. Nr., Flurstück 55/3 (Karte)                          |           |                                                                            |    |
| BW                             | Hofanlage                 | Hauptstraße 37 (Karte)                                              |           |                                                                            |    |
| weitere Bilder Fotos hochladen | Schutzhütte Bakunin-Hütte | Ellingshausen, Hohe Maas o. Nr., Flurstück 360/3 (Karte)            | 1926      | Waldhaus, Schutzhütte, ab 1925/26 durch Anarchosyndikalisten erbaut.       |    |
| BW                             | Gedenkstein               | Ellingshausen, Hohe Maas o. Nr., Flurstück 360/3 (Karte)            |           |                                                                            |    |
| BW                             | Grundstück                | Ellingshausen, Hohe Maas o. Nr., Flurstück 360/3 (Karte)            |           |                                                                            |    |
| BW                             | Wohnhaus                  | Küchengasse 12a (Karte)                                             |           |                                                                            |    |
| BW                             | Brunnen                   | Ellingshausen, Mühlgasse o. Nr. (Karte)                             |           |                                                                            |    |
| BW                             | Mühle                     | Mühlgasse 6 (Karte)                                                 |           | Mühle mit Wohnhaus, Werkhaus, Wirtschaftsgebäude, Ausstattung und Mahlgang |    |
| weitere Bilder Fotos hochladen | Schloss Ellingshausen     | Ellingshausen, Schloß 1, 2; Mühlgasse 83 (Karte)                    |           | Renaissanceschloss Ellingshausen, 1573–1604 durch derer von Bose erbaut    |    |
| BW                             | Grenzstein                | Landstraße Richtung Rohr, Flurstück 487/2 (Karte)                   |           |                                                                            |    |